# Stefan Dotzler
Stefan Dotzler (ur. 10 grudnia 1960 w Monachium) – niemiecki biegacz narciarski, zawodnik klubu SC Hochvogel.

## Kariera
W Pucharze Świata zadebiutował 12 marca 1982 roku w Falun, zajmując 19. miejsce w biegu na 30 km. Tym samym już w swoim debiucie zdobył pierwsze pucharowe punkty. Na podium zawodów tego cyklu jedyny raz stanął 14 stycznia 1983 roku w Reit im Winkl, kończąc rywalizację w biegu na 15 km na trzeciej pozycji. W zawodach tych wyprzedzili go jedynie Szwed Jan Ottosson oraz Bill Koch z USA. W klasyfikacji generalnej sezonu 1982/1983 zajął ostatecznie siedemnaste miejsce.
W 1984 roku wziął udział w igrzyskach olimpijskich w Sarajewie, gdzie był szósty w sztafecie, w biegu na 15 km zajął 30. miejsce, a na dystansie 30 km zajął 37. miejsce. Na rozgrywanych cztery lata później igrzyskach w Calgary zajął 40. miejsce w biegu na 30 km. Podczas mistrzostw świata w Oslo w 1982 roku był szósty w sztafecie. Zajął też między innymi 22. miejsce w biegach na 15 i 30 km techniką klasyczną na mistrzostwach świata w Lahti w 1989 roku.
Po zakończeniu czynnej kariery został trenerem.

## Osiągnięcia

### Igrzyska olimpijskie
| Miejsce | Dzień     | Rok  | Miejscowość | Konkurencja             | Czas biegu | Strata  | Zwycięzca           |
| ------- | --------- | ---- | ----------- | ----------------------- | ---------- | ------- | ------------------- |
| 37.     | 10 lutego | 1984 | Sarajewo    | 30 km stylem dowolnym   | 1:28:56,3  | +8:24,9 | Nikołaj Zimiatow    |
| 30.     | 13 lutego | 1984 | Sarajewo    | 15 km stylem klasycznym | 41:25,6    | +2:37,0 | Gunde Svan          |
| 6.      | 16 lutego | 1984 | Sarajewo    | Sztafeta 4 × 10 km      | 1:55:06,3  | +4:23,9 | Szwecja             |
| 40.     | 15 lutego | 1988 | Calgary     | 30 km stylem klasycznym | 1:24:26,3  | +8:39,8 | Aleksiej Prokurorow |

### Mistrzostwa świata
| Miejsce | Dzień       | Rok  | Miejscowość | Konkurencja             | Czas biegu | Strata  | Zwycięzca         |
| ------- | ----------- | ---- | ----------- | ----------------------- | ---------- | ------- | ----------------- |
| 6.      | 25 lutego   | 1982 | Oslo        | Sztafeta 4 × 10 km      | 1:56:27,6  | +4:08,8 | Norwegia · ZSRR   |
| 24.     | 22 stycznia | 1985 | Seefeld     | 15 km stylem klasycznym | 40:42,7    | +3:02,7 | Kari Härkönen     |
| 11.     | 24 stycznia | 1985 | Seefeld     | Sztafeta 4 × 10 km      | 1:52:21,0  | +6:06,2 | Norwegia          |
| 11.     | 15 lutego   | 1987 | Oberstdorf  | Sztafeta 4 × 10 km      | 1:38:04,6  | +4:26,3 | Szwecja           |
| 22.     | 18 lutego   | 1989 | Lahti       | 30 km stylem klasycznym | 1:24:56,9  | +3:39,7 | Władimir Smirnow  |
| 22.     | 22 lutego   | 1989 | Lahti       | 15 km stylem klasycznym | 42:40,7    | +2:34,0 | Harri Kirvesniemi |
| 10.     | 24 lutego   | 1989 | Lahti       | Sztafeta 4 × 10 km      | 1:40:12,3  | +4:12,0 | Szwecja           |

### Puchar Świata

#### Miejsca w klasyfikacji generalnej
- sezon 1981/1982: 69.
- sezon 1982/1983: 17.
- sezon 1983/1984: 40.

#### Miejsca na podium
| Nr | Dzień       | Rok  | Miejscowość   | Konkurencja | Czas biegu | Pozycja | Strata | Zwycięzca    |
| -- | ----------- | ---- | ------------- | ----------- | ---------- | ------- | ------ | ------------ |
| 1. | 14 stycznia | 1983 | Reit im Winkl | 15 km       | ?          | 3.      | ?      | Jan Ottosson |